# Alexandra Sergejewna Chochlowa

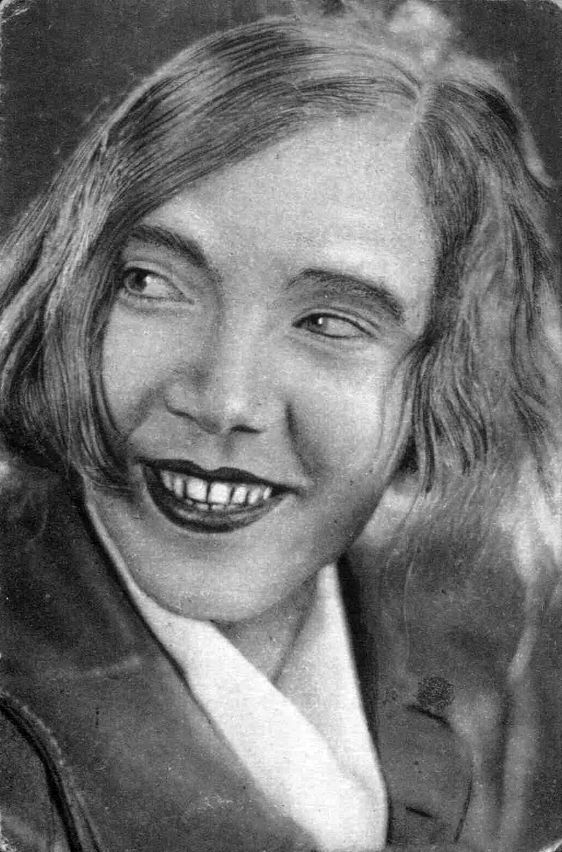

Alexandra Chochlowa (eigentlich Alexandra Sergejewna Botkin; russisch Александра Сергеевна Хохлова; * 4. Oktober 1897 in Berlin; † 22. August 1985 in Moskau) war eine sowjetische Schauspielerin und Drehbuchautorin.

## Leben
Chochlowa wurde als Tochter einer vornehmen Familie in Deutschland geboren; früh entschied sie sich für eine künstlerische Karriere und gab 1916 ihr Debüt auf der Bühne. Kurzzeitig war sie mit dem Schauspieler des Tschechow-Kunsttheaters in Moskau, Konstantin Chochlow verheiratet. 1919 besuchte sie einen Workshop der gerade gegründeten staatlichen Filmhochschule und war von da an mit dessen Leiter, dem Regisseur Lew Kuleschow, nicht nur beruflich unzertrennlich. Kurz vor dem Erhalt ihres Abschlusses 1923 heiratete das Paar.
An fast allen von Kuleschows Filmen war Chochlowa von nun an beteiligt, zunächst als Hauptdarstellerin, die auch aufgrund ihrer ungewöhnlichen, aber wandelbaren und empathischen Gesichtszügen mit teils exzentrischer Darstellung den Figuren Lebendigkeit verlieh. Später war sie Drehbuchautorin und etliche Male Ko-Regisseurin.
Bereits direkt nach ihrem Anschluss an der Staatlichen Filmhochschule als Ausbilderin tätig, erhielt sie dort 1939 eine Professur. Bereits vier Jahre zuvor war sie zur Verdienten Künstlerin der RSFSR ernannt worden.
Nach dem Tode ihres Mannes 1970 betätigte Chochlowa sich als Verwalterin seines Nachlasses.
Die Filmhistorikerin Jekaterina Chochlowa ist ihre Enkelin.

## Filmografie (Auswahl)
Schauspielerin
- 1924: Die seltsamen Abenteuer des Mr. West im Lande der Bolschewiki (Необычайные приключения мистера Веста в стране большевиков)
- 1925: Der Todesstrahl (Луч смерти)
- 1926: Nach dem Gesetz (По закону)
- 1927: Wascha Snakomaja (Ваша знакомая)
- 1933: Великий утешитель (Weliki uteschitel)
- 1940: Сибиряки (Sibirjaki)

Regisseurin
- 1930: Саша (Sascha)
- 1943: Мы с Урала (My s Urala)